# Підборідна артерія
Підборідна артерія (лат. a. submentalis) — є крупною гілкою, що відходить від лицевої артерії ще в піднижньощелепному трикутнику.

## Топографія
Підборідна артерія відходить від лицевої артерії ще в піднижньощелепному трикутнику, прямує вперед між переднім черевцем двочеревцевого м'яза і щелепно-під'язиковим м'язом, живлячи їх та анастомозуючи з гілочками інших артерій. Потім артерія перегинається через нижній край тіла нижньої щелепи.

## Кровопостачання
підборідна артерія (лат. a. submentalis) кровопостачає шкіру та м'язи підборідної ділянки і нижньої губи.